# Abdelilah Hafidi
Abdelilah Hafidi (Boujaad, 30 gennaio 1992) è un calciatore marocchino, centrocampista del Raja Casablanca e della nazionale marocchina.

## Caratteristiche tecniche
Può ricoprire sia il ruolo di esterno destro che come punta centrale. Ha buone tecniche di controllo palla, e di velocità, rendendolo abbastanza pericoloso in contropiede. La sua bassa statura favorisce il suo movimento tra le file degli avversari.

## Carriera
A livello di club, Abdelilah Hafidi gioca dal 2011 tra le file del Raja Casablanca. Esordisce in Nazionale marocchina il 27 gennaio 2013, durante la Coppa delle nazioni africane 2013 in Sudafrica, contro il Sudafrica, subentrando al 53º a Kaddioui, nella stessa partita segnerà anche un goal. Durante la Coppa del Marocco, sbaglia il rigore, decisivo per la sconfitta. Si riscatta, però, un mese dopo, durante il Mondiale per club, in cui segna il gol decisivo della prima partita, ed è autore di un assist contro l'Atletico Mineiro.

## Statistiche

### Cronologia presenze e reti in nazionale
| Cronologia completa delle presenze e delle reti in nazionale ― Marocco | Cronologia completa delle presenze e delle reti in nazionale ― Marocco | Cronologia completa delle presenze e delle reti in nazionale ― Marocco | Cronologia completa delle presenze e delle reti in nazionale ― Marocco | Cronologia completa delle presenze e delle reti in nazionale ― Marocco | Cronologia completa delle presenze e delle reti in nazionale ― Marocco | Cronologia completa delle presenze e delle reti in nazionale ― Marocco | Cronologia completa delle presenze e delle reti in nazionale ― Marocco |
| Data                                                                   | Città                                                                  | In casa                                                                | Risultato                                                              | Ospiti                                                                 | Competizione                                                           | Reti                                                                   | Note                                                                   |
| ---------------------------------------------------------------------- | ---------------------------------------------------------------------- | ---------------------------------------------------------------------- | ---------------------------------------------------------------------- | ---------------------------------------------------------------------- | ---------------------------------------------------------------------- | ---------------------------------------------------------------------- | ---------------------------------------------------------------------- |
| 27-1-2013                                                              | Durban                                                                 | Marocco                                                                | 2 – 2                                                                  | Sudafrica                                                              | Coppa d'Africa 2013 - 1º turno                                         | 1                                                                      | 53’ 56’                                                                |
| 24-3-2013                                                              | Dar-es-Salaam                                                          | Tanzania                                                               | 3 – 1                                                                  | Marocco                                                                | Qual. Mondiali 2018                                                    | -                                                                      | 78’                                                                    |
| 15-6-2013                                                              | Marrakech                                                              | Marocco                                                                | 2 – 0                                                                  | Gambia                                                                 | Qual. Mondiali 2018                                                    | -                                                                      | 83’                                                                    |
| 6-7-2013                                                               | Susa                                                                   | Tunisia                                                                | 0 – 1                                                                  | Marocco                                                                | Qual. campionato delle Nazioni Africane 2014                           | -                                                                      |                                                                        |
| 13-7-2013                                                              | Tangeri                                                                | Marocco                                                                | 0 – 0                                                                  | Tunisia                                                                | Qual. campionato delle Nazioni Africane 2014                           | -                                                                      | 72’                                                                    |
| 15-6-2015                                                              | Casablanca                                                             | Marocco                                                                | 1 – 1                                                                  | Tunisia                                                                | Qual. Campionato delle Nazioni Africane 2016                           | 1                                                                      | 63’                                                                    |
| 21-6-2015                                                              | Casablanca                                                             | Marocco                                                                | 3 – 0                                                                  | Libia                                                                  | Qual. Campionato delle Nazioni Africane 2016                           | 1                                                                      |                                                                        |
| 16-1-2016                                                              | Kigali                                                                 | Gabon                                                                  | 0 – 0                                                                  | Marocco                                                                | Campionato delle Nazioni Africane 2016                                 | -                                                                      | 62’                                                                    |
| 20-1-2016                                                              | Kigali                                                                 | Marocco                                                                | 0 – 1                                                                  | Costa d'Avorio                                                         | Campionato delle Nazioni Africane 2016                                 | -                                                                      | 82’                                                                    |
| 24-1-2016                                                              | Kigali                                                                 | Marocco                                                                | 4 – 1                                                                  | Ruanda                                                                 | Campionato delle Nazioni Africane 2016                                 | -                                                                      | 89’                                                                    |
| 28-3-2017                                                              | Marrakech                                                              | Marocco                                                                | 1 – 0                                                                  | Tunisia                                                                | Amichevole                                                             | -                                                                      | 26’                                                                    |
| 13-8-2017                                                              | Alessandria d'Egitto                                                   | Egitto                                                                 | 1 – 1                                                                  | Marocco                                                                | Q. Campionato delle Nazioni Africane 2018                              | -                                                                      | 78’ 83’                                                                |
| 18-8-2017                                                              | Rabat                                                                  | Marocco                                                                | 3 – 1                                                                  | Egitto                                                                 | Q. Campionato delle Nazioni Africane 2018                              | -                                                                      |                                                                        |
| 13-1-2018                                                              | Casablanca                                                             | Marocco                                                                | 4 – 0                                                                  | Mauritania                                                             | CHAN 2018                                                              | -                                                                      |                                                                        |
| 17-1-2018                                                              | Casablanca                                                             | Marocco                                                                | 3 – 1                                                                  | Guinea                                                                 | CHAN 2018                                                              | -                                                                      | 18’                                                                    |
| 20-11-2018                                                             | Radès                                                                  | Tunisia                                                                | 0 – 1                                                                  | Marocco                                                                | Amichevole                                                             | -                                                                      | 46’                                                                    |
| 22-3-2019                                                              | Blantyre                                                               | Malawi                                                                 | 0 – 0                                                                  | Marocco                                                                | Qual. Coppa d'Africa 2019                                              | -                                                                      | 66’                                                                    |
| 22-1-2021                                                              | Douala                                                                 | Marocco                                                                | 0 – 0                                                                  | Ruanda                                                                 | Campionato delle Nazioni Africane 2020 - 1º turno                      | -                                                                      | 76’                                                                    |
| 26-1-2021                                                              | Douala                                                                 | Uganda                                                                 | 2 – 5                                                                  | Marocco                                                                | Campionato delle Nazioni Africane 2020 - 1º turno                      | -                                                                      | 60’                                                                    |
| 31-1-2021                                                              | Douala                                                                 | Marocco                                                                | 3 – 1                                                                  | Zambia                                                                 | Campionato delle Nazioni Africane 2020 - Quarti di finale              | -                                                                      | 61’                                                                    |
| 3-2-2021                                                               | Limbé                                                                  | Camerun                                                                | 0 – 4                                                                  | Marocco                                                                | Campionato delle Nazioni Africane 2020 - Semifinale                    | -                                                                      | 77’                                                                    |
| 7-2-2021                                                               | Yaoundé                                                                | Mali                                                                   | 0 – 2                                                                  | Marocco                                                                | Campionato delle Nazioni Africane 2020 - Finale                        | -                                                                      | 90+5’                                                                  |
| 1-12-2021                                                              | Al Wakrah                                                              | Marocco                                                                | 4 – 0                                                                  | Palestina                                                              | Coppa araba FIFA 2021 - 1º turno                                       | 2                                                                      | 72’                                                                    |
| 4-12-2021                                                              | Ar Rayyan                                                              | Giordania                                                              | 0 – 4                                                                  | Marocco                                                                | Coppa araba FIFA 2021 - 1º turno                                       | -                                                                      | 61’                                                                    |
| 12-12-2021                                                             | Doha                                                                   | Marocco                                                                | 2 – 2 dts (5 – 7 dtr)                                                  | Algeria                                                                | Coppa araba FIFA 2021 - Quarti di finale                               | -                                                                      | 106’                                                                   |
| Totale                                                                 |                                                                        | Presenze                                                               | 25                                                                     |                                                                        | Reti                                                                   | 5                                                                      |                                                                        |

## Palmarès

### Club

#### Competizioni nazionali
- Campionato marocchino: 2

Raja Casablanca: 2012-2013/2019-2020
- Coppa del Marocco: 2

Raja Casablanca: 2011-2012/2016-2017

#### Competizioni internazionali
- CAF Super Cup: 1

Raja Casablanca: 2019
- Coppa della Confederazione CAF: 2

Raja Casablanca: 2018, 2020-2021